# لا تاست دو بوك
لا تاست دو بوك، (بالفرنسية: La Teste-de-Buch)‏، :(
تنطق بالفرنسية: [la tɛst də ˈbyk]
، (الأوكيتانية: La Tèsta de Bug)، هي بلدية تقع في إقليم جيروند، التابع لمنطقة آكيتين الجديدة، في جنوب غرب فرنسا.

## المناخ
يظهر الجدول التالي التغييرات المناخية على مدار السنة للا تاست دو بوك:
| البيانات المناخية لـلا تاست دو بوك                           | البيانات المناخية لـلا تاست دو بوك | البيانات المناخية لـلا تاست دو بوك | البيانات المناخية لـلا تاست دو بوك | البيانات المناخية لـلا تاست دو بوك | البيانات المناخية لـلا تاست دو بوك | البيانات المناخية لـلا تاست دو بوك | البيانات المناخية لـلا تاست دو بوك | البيانات المناخية لـلا تاست دو بوك | البيانات المناخية لـلا تاست دو بوك | البيانات المناخية لـلا تاست دو بوك | البيانات المناخية لـلا تاست دو بوك | البيانات المناخية لـلا تاست دو بوك | البيانات المناخية لـلا تاست دو بوك |
| الشهر                                                        | يناير                              | فبراير                             | مارس                               | أبريل                              | مايو                               | يونيو                              | يوليو                              | أغسطس                              | سبتمبر                             | أكتوبر                             | نوفمبر                             | ديسمبر                             | المعدل السنوي                      |
| ------------------------------------------------------------ | ---------------------------------- | ---------------------------------- | ---------------------------------- | ---------------------------------- | ---------------------------------- | ---------------------------------- | ---------------------------------- | ---------------------------------- | ---------------------------------- | ---------------------------------- | ---------------------------------- | ---------------------------------- | ---------------------------------- |
| الدرجة القصوى °م (°ف)                                        | 22.0 (71.6)                        | 25.0 (77.0)                        | 28.6 (83.5)                        | 22.1 (71.8)                        | 35.1 (95.2)                        | 40.2 (104.4)                       | 39.8 (103.6)                       | 42.0 (107.6)                       | 38.4 (101.1)                       | 31.4 (88.5)                        | 25.2 (77.4)                        | 22.8 (73.0)                        | 42.0 (107.6)                       |
| متوسط درجة الحرارة الكبرى °م (°ف)                            | 10.9 (51.6)                        | 12.2 (54.0)                        | 15.2 (59.4)                        | 17.0 (62.6)                        | 20.8 (69.4)                        | 23.7 (74.7)                        | 26.0 (78.8)                        | 26.3 (79.3)                        | 24.0 (75.2)                        | 19.8 (67.6)                        | 14.4 (57.9)                        | 11.2 (52.2)                        | 18.5 (65.3)                        |
| المتوسط اليومي °م (°ف)                                       | 6.7 (44.1)                         | 7.4 (45.3)                         | 9.9 (49.8)                         | 11.8 (53.2)                        | 15.5 (59.9)                        | 18.5 (65.3)                        | 20.6 (69.1)                        | 20.6 (69.1)                        | 18.0 (64.4)                        | 14.8 (58.6)                        | 10.0 (50.0)                        | 7.2 (45.0)                         | 13.4 (56.1)                        |
| متوسط درجة الحرارة الصغرى °م (°ف)                            | 2.5 (36.5)                         | 2.5 (36.5)                         | 4.5 (40.1)                         | 6.6 (43.9)                         | 10.3 (50.5)                        | 13.3 (55.9)                        | 15.1 (59.2)                        | 15.0 (59.0)                        | 12.1 (53.8)                        | 9.7 (49.5)                         | 5.6 (42.1)                         | 3.2 (37.8)                         | 8.4 (47.1)                         |
| أدنى درجة حرارة °م (°ف)                                      | −15.7 (3.7)                        | −13.7 (7.3)                        | −9.6 (14.7)                        | −3.7 (25.3)                        | −1.8 (28.8)                        | 3.6 (38.5)                         | 5.0 (41.0)                         | 3.5 (38.3)                         | −0.7 (30.7)                        | −4.0 (24.8)                        | −8.4 (16.9)                        | −12.5 (9.5)                        | −15.7 (3.7)                        |
| الهطول مم (إنش)                                              | 95.5 (3.76)                        | 74.9 (2.95)                        | 66.4 (2.61)                        | 79.6 (3.13)                        | 62.0 (2.44)                        | 56.4 (2.22)                        | 46.9 (1.85)                        | 59.1 (2.33)                        | 77.8 (3.06)                        | 99.9 (3.93)                        | 120.8 (4.76)                       | 107.0 (4.21)                       | 946.3 (37.26)                      |
| متوسط أيام هطول الأمطار (≥ 1.0 mm)                           | 12.7                               | 10.5                               | 11.2                               | 11.6                               | 10.0                               | 7.6                                | 7.3                                | 7.7                                | 8.9                                | 11.8                               | 13.3                               | 12.4                               | 124.9                              |
| متوسط الأيام المثلجة                                         | 0.7                                | 1.1                                | 0.4                                | 0.0                                | 0.0                                | 0.0                                | 0.0                                | 0.0                                | 0.0                                | 0.0                                | 0.2                                | 0.4                                | 2.8                                |
| متوسط الرطوبة النسبية (%)                                    | 86                                 | 83                                 | 79                                 | 77                                 | 77                                 | 77                                 | 76                                 | 77                                 | 79                                 | 84                                 | 87                                 | 88                                 | 80.8                               |
| ساعات سطوع الشمس الشهرية                                     | 99.9                               | 115.1                              | 177.1                              | 192.7                              | 226.7                              | 245.7                              | 255.9                              | 244.5                              | 210.6                              | 148.4                              | 99.3                               | 85.6                               | 2٬101٫3                            |
| المصدر #1: Météo France                                      |                                    |                                    |                                    |                                    |                                    |                                    |                                    |                                    |                                    |                                    |                                    |                                    |                                    |
| المصدر #2: Infoclimat.fr (snowy days and humidity 1961–1990) |                                    |                                    |                                    |                                    |                                    |                                    |                                    |                                    |                                    |                                    |                                    |                                    |                                    |

## توأمة
للا تاست دو بوك اتفاقيات توأمة مع كل من:
- شفايغرن
- تشايبيونا